# Hôtel-Dieu
Hôtel-Dieu (francoska izgovorjava [otɛldjø]) je bolnišnica na Île de la Cité v 4. pariškem okrožju, v parvisu Notre-Dame. Tradicija pravi, da je bolnišnico leta 651 ustanovil sv. Landri, vendar prvi uradni zapisi datirajo v leto 829. Je najstarejša bolnišnica v Franciji in verjetno najstarejša stalno delujoča bolnišnica na svetu. Hôtel-Dieu je bila do začetka 17. stoletja edina bolnišnica v mestu.
Prvotni Hôtel-Dieu je stal na bregovih Sene na južni strani Île de la Cité. Večkrat so ga prizadeli požari in je bil nazadnje obnovljen na današnji lokaciji na severni strani parvisa Notre Dame med letoma 1867 in 1878 v okviru Haussmannove prenove Pariza.
Hôtel-Dieu, ki ga danes upravlja Assistance publique – Hôpitaux de Paris (AP-HP), je učna bolnišnica, povezana s Faculté de Médecine Paris-Descartes.

## Zgodovina
Prvotno je Hôtel-Dieu sprejemal najrazličnejše ljudi: ne samo bolne in poškodovane, ampak tudi popotnike in romarje v stiski ter revne. Prva naloga bolnišnice, ki jo je več stoletij vodila katoliška cerkev, je bila zagotavljati »krščansko dobrodelnost, posvečeno zatočišču, duhovni tolažbi in zdravljenju bolnih revnih.« Esejist iz 18. stoletja, Louis Rondonneau de la Motte, je v svojem Essai Historique sur l'Hôtel-Dieu (1787) zapisal: »državljan in tujec, kristjan in Turek, Jud in malikovalec so vsi enako dobrodošli.«
To široko, dobrodelno poslanstvo je prevladovalo do konca Ancien Régime. Do leta 1789 je doba razsvetljenstva – s svojo osredotočenostjo na iskanje znanja prek razuma in dokazov ter na ideale, kot so napredek, bratstvo in vlada, posvečena blaginji ljudi – pustila svoj pečat na agendi za reformo bolnišnice. Ta je uvedla bolj znanstveni pristop k načrtovanju bolnišnic, ki naj bi več kot stoletje vplival na medicinsko prakso in upravljanje. Med tem procesom je bila vloga katoliške cerkve zmanjšana in nato odpravljena, Hôtel-Dieu pa je postal javna ustanova.

### Srednji vek
Čeprav tradicija ustanovitve Hôtel-Dieu sega nazaj do sv. Landrija, 28. pariškega škofa okoli leta 650, prvi uradni zapisi o ustanovi, katere poslanstvo je bilo skrbeti za obubožane, slabotne in bolne, segajo v leto 829. Leta 1157 pisemski patent omenja Hôtel-Dieu-Saint-Christophe, ki se nanaša na kapelo, posvečeno temu svetniku. Kmalu zatem, leta 1165, se je Maurice de Sully, pariški škof, lotil rekonstrukcije te bolnišnice: stare stavbe so bile porušene leta 1195, nove gradnje pa so bile dokončane leta 1255. Takrat so stavbe Hôtel-Dieu zasedale jug strani Ile de la Cité blizu Notre Dame.
V svojih prvih nekaj sto letih je Hôtel-Dieu deloval kot dobrodelna ustanova za splošne namene, ki so jo upravljali verski redovi – poleg zdravstvene oskrbe je nudil hrano in zavetje ljudem v stiski. To mešano družbeno poslanstvo je bilo značilno za njegove storitve dolga stoletja in so ga posnemala mnoga druga mesta (na primer Hôtel-Dieu de Beaune, ustanovljen leta 1443). V 16. stoletju pa je bil sprejem v bolnišnico mogoč le za bolne, poškodovane in nosečnice.
Od časa Ludvika IX. naprej je Hôtel-Dieu pogosto nastanil več pacientov, kot je bilo predvideno, kar je povzročilo resne težave s prezasedenostjo, ki je bila značilna za bolnišnico stoletja. Od 15. do 16. stoletja se je število postelj v bolnišnici zmanjšalo s 303 na približno 500, vendar je bilo število pacientov običajno približno 700 in je pogosto preseglo 1500 v času spopadov, pomanjkanja hrane ali epidemij. Ocenjuje se, da je bilo v 16. stoletju sprejetih 25.000 ljudi na leto.
Razmere v bolnišnici so bile pogosto slabe, zlasti proti koncu srednjega veka, ko je rast pariškega revnega prebivalstva presegla zmogljivosti bolnišnice. Ogromne dvorane so imele po 80 do 100 postelj. Čeprav so dvorane običajno imele kamine ali peči, jih je bilo skoraj nemogoče ogrevati. V nekem trenutku so bile postelje široke 1,3 metra in vsaka je bila namenjena za 2 ali 3 bolnike. Kasneje so postavili postelje za enega ali dva bolnika, ki pa so pogosto morale sprejeti več bolnikov. Večji del srednjega veka ni bilo kirurškega oddelka in kirurške posege so izvajali v pacientovi postelji. Nepopolno, a nastajajoče razumevanje nalezljivosti je povzročilo pravila za izolacijo bolnikov z nalezljivimi boleznimi, vendar teh pravil pogosto ni bilo mogoče uporabiti v praksi. Vprašanje, koliko so pacientom dali jesti, je bilo tudi vprašanje zaradi pomanjkanja sredstev, čeprav so ljudje tistega časa razumeli, da bo ustrezna prehrana izboljšala zdravstvene rezultate.
Do konca srednjega veka so v Hôtel-Dieu hodili le ljudje, ki si niso mogli privoščiti drugih virov oskrbe. Toda zaradi množice revnih ljudi na območju Pariza v tistem času je bilo število bolnikov veliko. Zaradi velikega povpraševanja in omejenih virov se je Hôtel-Dieu soočil s finančno krizo. To je povzročilo prvi korak k ustanovitvi bolnišnice, leta 1505 pa je bil ustanovljen svet laičnih guvernerjev: predsednikov parlamenta, Chambre des Comptes, Cour des Aides in Prévôt des Marchands.

### 17. stoletje
Revščina je bila v 17. stoletju še vedno razširjena in Hôtel-Dieu je ponudil priložnost številnim meščanom in plemstvu, da so priskočili na pomoč revnim. Kljub temu so razmere v bolnišnici ostale grozljive in prezasedenost je še naprej predstavljala problem, saj je dnevno število pacientov znašalo med 2000 in 4000. Tam je bilo nastanjenih tudi na stotine bolnišničnega osebja.
Čeprav je bil Hôtel-Dieu velika bolnišnica, so revščina, konflikti in bolezni povzročili veliko povpraševanje po njenih storitvah. V času Fronde je bil sprejem pacientov tako visok, da so za najbolj veljavne paciente uporabljali nadstreške postelj, kar je omogočilo, da je bilo kar 14 pacientov nameščenih v eno posteljo. Številne epizode kuge so odnesle na tisoče bolnikov in bolnišničnih delavcev, vključno s sedemnajstimi sestrami svetega Avguština, redom nun, zadolženih za nego bolnikov v Hôtel-Dieu. Kasneje v stoletju je zaradi bolnišničnega skorbuta, ki je takrat veljal za nalezljivo bolezen, umrlo kar 97 % bolnikov, ki so trpeli za njim. Samo leta 1670 je 250 bolnikov zbolelo za skorbutom.
Takrat so bili prepoznani resni problemi prezasedenosti in sprejeti so bili ukrepi za njihovo reševanje. Leta 1602 je Marija Medičejska, druga žena Henrika IV., pripeljala pet bratov iz kongregacije Saint-Jean-de-Dieu z namenom ustanovitve Hôpital de la Charité. Kmalu zatem je Henrik IV. ustanovil Hôpital Saint-Louis, da bi med epidemijo kuge v letih 1605–1606 razbremenil Hôtel-Dieu.
Hôtel-Dieu je užival nekatere davčne ugodnosti. 5. avgusta 1626 je bilo dovoljeno, da na lastne stroške zgradi kamniti most čez južni rokav Sene, gorvodno od Petit-Ponta. Na vrhu mostu so zgradili bolnišnične oddelke. Odlok državnega sveta s 24. aprila 1634 je uvedel cestnino v višini dvojnega denierja za vsakega pešca, prihodki pa so šli v bolnišnico. Ta cestnina je dala mostu ime – Pont au Double - in je preživel do leta 1789. Bolnišnični oddelki, ki so bili nad mostom,  so bili glavni vir onesnaževanja Sene.
Bolnišnice so se imenovale "Hôpital Général" (Splošna bolnišnica) ali "Hôpital d'enfermement" (Azil), med katerimi je bila tudi Hôtel-Dieu. Centraliziran pristop k skrajni revščini v Franciji je temeljil na predpostavki, da je zdravstvena oskrba pravica za tiste brez družine ali dohodka, in formaliziral postopek sprejema, da bi poskušal ublažiti prenatrpanost in nehigienske razmere. Général de Police je leta 1690 postal član Bureau de l’Hôtel-Dieu de Paris (Urad za Hôtel-Dieu v Parizu).

### 18. stoletje
Problem prenaseljenosti se je nadaljeval v 18. stoletju. Čeprav je do druge polovice stoletja v Parizu delovalo skoraj 50 bolnišnic in podobnih ustanov, je povpraševanje prehitelo ponudbo zdravstvenih storitev, predvsem zaradi zelo hitre rasti prebivalstva in revščine. Po popisu prebivalstva iz leta 1791 je imel Pariz 118.884 revnih prebivalcev od skupno 650.000 prebivalcev.

### 19. stoletje
Do 19. stoletja so bolnišnice igrale osrednjo vlogo pri medicinskem poučevanju in raziskavah. Xavier Bichat, Desaultov učenec, je med tečajem, ki ga je v letih 1801–1802 poučeval v Hôtel-Dieu, razložil svojo novo »membransko teorijo«.< ref>Risse, Guenter B. (1999). Mending Bodies, Saving Souls: A History of Hospitals. str. 312. ISBN 9780195055238.</ref>
Leta 1801 so pariške bolnišnice sprejele nov upravni okvir: Conseil général des hôpitaux et hospices civils de Paris (Splošni svet za pariške bolnišnice in civilne hospice). Cilj izboljšanja bolnišničnega upravljanja je prinesel ustanovitev novih služb: Bureau d'admission (Sprejemna pisarna) in Pharmacie centrale (Centralna lekarna). Napoleon I. je končno obnovil dele Hôtel-Dieu, ki so bili uničeni v požaru leta 1772.
Tudi v tem obdobju je Hôtel-Dieu zagovarjal prakso cepljenja, katere goreč zagovornik je bil Duc de La Rochefoucauld-Liancourt. Podobno so odkritja René-Théophile-Hyacinthe Laennec omogočila izboljšanje metod diagnosticiranja, avskultacije in etiologije bolezni.
Pont au Double je bil leta 1847 porušen in ponovno zgrajen brez kritja.
Hôtel-Dieu je bil prezidan med letoma 1867 in 1878 na nasprotni strani trga Notre Dame kot del Haussmannove prenove Pariza, ki jo je naročil Napoleon III. Rekonstrukcija je sledila načrtom arhitektov Émile Jacques Gilberta in Arthur-Stanislas Dieta.
Šele leta 1908 so redovnice avguštinke za vedno zapustile Hôtel-Dieu.

## Vloga v trenutnem pariškem bolnišničnem sistemu
Zadnjih 50 let je v bolnišnici klinični oddelek za sladkorno bolezen in endokrine bolezni. Ukvarja se skoraj izključno s presejanjem, zdravljenjem in preprečevanjem zapletov, povezanih z diabetesom mellitusom. Je tudi referenčna služba za hipoglikemijo. Usmerjen v informiranost pacienta (terapevtsko izobraževanje) in tehnološke inovacije ponuja veliko izbiro oskrbe za vse stopnje zapletov. Je tudi v ospredju raziskav sladkorne bolezni na področjih, kot so novi inzulini in nova zdravila, učinki prehrane, zunanje in vsajene črpalke, senzorji za glukozo in umetna trebušna slinavka.
Nedavno je bil v Hôtel-Dieu pod nadzorom Yvesa Pouliquena razvit glavni oddelek za oftalmologijo (nujne primere, kirurgija in raziskave).